# Антонио де Лейва
Антонио де Лейва (на испански: Antonio de Leyva; * 1480, Лейва, Испания; † 15 септември 1536, Екс ан Прованс, Франция) е херцог на Теранова, граф на Монца, княз на Асколи, маркграф на Атела, испански военачалник през италианските войни и първият испански управител на Херцогство Милано от 1535 до 1536 г.

## Биография
Той произлиза от Кралство Навара. Служи от 1501 до 1504 г. при генерал Фернандес де Кордоба. През 1525 г., след битката при Павия (1525), той получава главното командване на императорската армия в Миланското херцогство. След смъртта на Франческо II Сфорца († 24 октомври 1535), последният херцог на Милано от фамилията Сфорца, той става управител на херцогството.
Антонио де Лейва се бие при император Карл V против турците и участва в експедицията в Северна Африка. През 1529 г. императора му дава графството Монца. Той получава испанската титла херцог на Теранова и титлите княз на Асколи и маркграф на Атела.
Антонио де Лейва умира по време на поход в Прованс през 1536 г. Погребане в църквата „Св. Диониги“ в Милано. Неговите потомци са живели в Милано и известно време имали водеща роля.